# Yohkoh
Yohkoh, известный ранее как Solar-A, — космическая солнечная обсерватория Института Космоса и Астронавтики (Япония) с участием США и Великобритании. Спутник был выведен на земную орбиту 30 августа 1991 года ракетой M-3S-5 с космодрома Утиноура. Спутник имел четыре инструмента: два рентгеновских телескопа и два спектрометра. На одном рентгеновском телескопе впервые использовали ПЗС-матрицу, поэтому снимки получались более качественные, и позволили обнаружить интересные детали поведения солнечной короны. Миссия была завершена через более чем 10 лет успешных наблюдений. 12 сентября 2005 обсерватория вошла в атмосферу и прекратила существование.

## Инструменты
Рентгеновский телескоп для мягкого рентгеновского диапазона имел ПЗС-матрицу размером 1024х1024 пикселей.
Рентгеновский телескоп для жесткого рентгеновского диапазона был чувствителен к фотонам с энергиями от 14 кэВ до 93 кэВ.
Кристальный спектрометр Брэгга был чувствителен для четырёх спектральных линий: линии иона Fe XXVI (1,76 Å-1,81 Å), иона Fe XXV (1,83 Å-1,90 Å), иона Ca XIX (3,16 Å-3,19 Å), и иона S XV (5,02 Å-5,11 Å).
Широкополосный спектроскоп был эффективен для энергий частиц от 3 кэВ до 100 МэВ.

## Внешние ссылки
- JAXA/ISAS Yohkoh домашняя страница (японский)
- JAXA/ISAS Yohkoh домашняя страница (английский)